# 2step
"2step" é uma canção gravada pelo músico inglês Ed Sheeran para o seu quinto trabalho de estúdio, = (2021), no qual foi posicionada como a nona faixa do alinhamento. Foi co-composta por Sheeran, David Hodges, Louis Bell e Andrew Wotman, enquanto a produção e arranjos ficavam sob responsabilidade dos segundo e do último.
Aquando do lançamento inicial de = em Outubro de 2021, "2step" conseguiu entrar nas tabelas músicas de vários países devido a um forte registo de downloads em plataformas digitais e enorme actividade de streaming em redes sociais.

## Créditos e pessoal
Os créditos seguintes foram adaptados do encarte do álbum = (2021):
- Ed Sheeran — vocais, guitarra, composição, letras
- David Hodges — produção e arranjos, composição, letras
- Louis Bell — bateria, teclado, produção e arranjos, programação
- Andrew Watt – guitarra, teclado, produção e arranjos, programação
- Stuart Hawkes — masterização
- Mark "Spike" Stent — mistura
- Paul LaMalfa — engenharia acústica